# Ministerio de Justicia (Suecia)

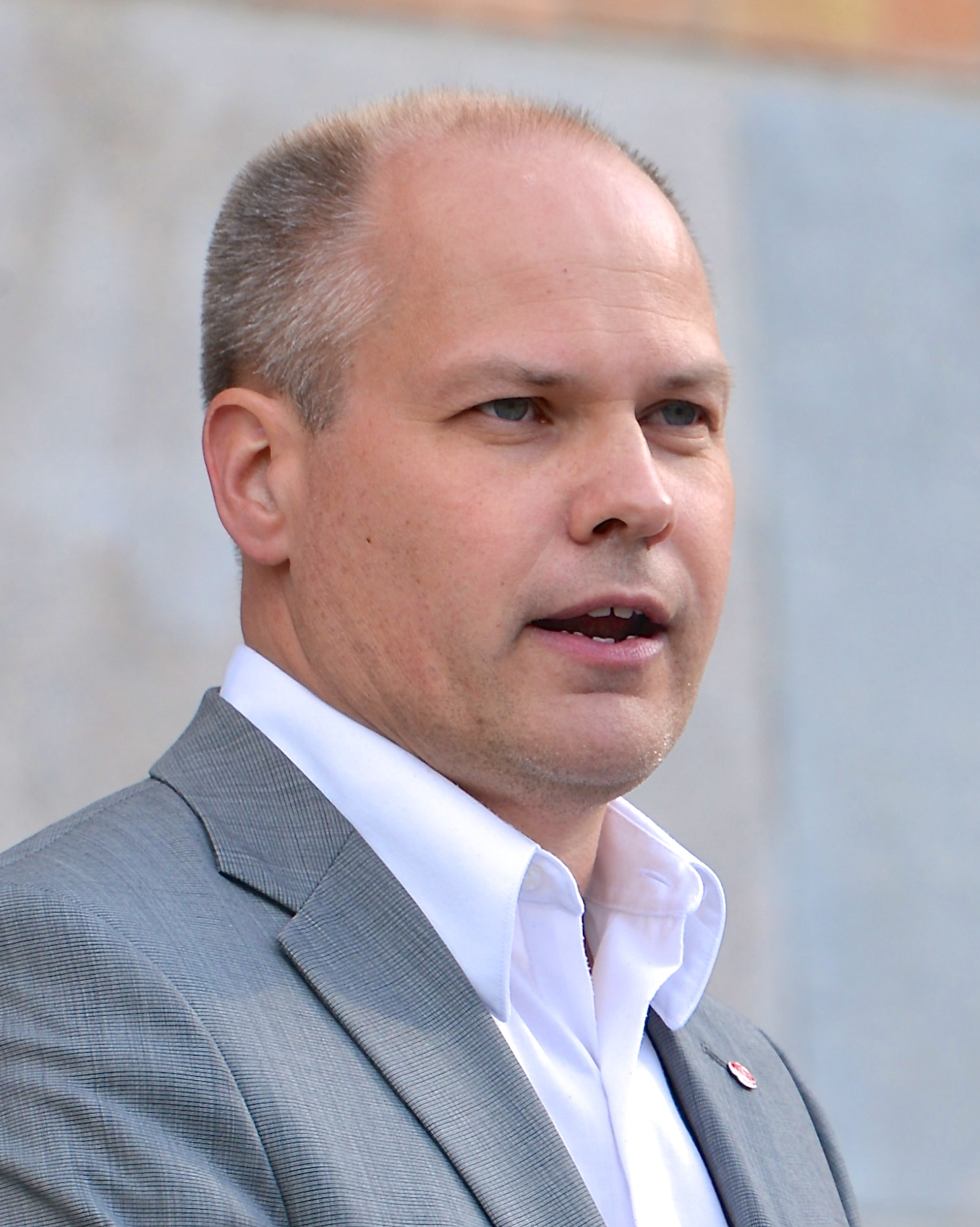
Actual ministro de Justicia, Morgan Johansson en 2014.

El Ministerio de Justicia sueco (Justitiedepartementet) es el organismo responsable de la gestión de los asuntos propios del sistema judicial, el apoyo a la actividad legislativa, a los tribunales y a la policía. Entre sus áreas de acción, están entre otras: asilo, lucha contra el terrorismo, prevención y lucha contra el crimen, defensa civil, derecho de la familia, constitución e integridad de derechos, gestión de crisis, migración, seguridad judicial y tribunales.
En 2007, con el nuevo gobierno de Fredrik Reinfeldt, fueron transferidas a otros ministerios las áreas de integración de inmigrantes, igualdad y paridad de género, y deporte. Simultáneamente fue incluida en el ministerio de justicia el área de las cuestiones de migración.
Este ministerio está dirigido por el ministro de Justicia y Migraciones Morgan Johansson (Partido Socialdemócrata), contando con un ministro adjunto - el ministro del Interior Anders Ygeman (Partido Socialdemócrata). Unas 400 personas trabajan en el Ministerio de Justicia de Suecia, de las cuales cerca del 4% son nombradas políticamente.

## Ministros del Ministerio de la Justicia
- Ministro de Justicia e Interior (Justitie- och inrikesminister)
- Ministro de Migraciones y Viceministro de Justicia (Migrationsminister och biträdande justitieminister)

## Agencias gubernamentales del Ministerio de la Justicia
El Ministerio de Justicia de Suecia tutela, entre otros, los siguientes órganos y departamentos:
- Agencia Nacional de Migraciones (Migrationsverket)
- Autoridad Nacional de Prevención y Protección Social (Myndigheten för samhällsskydd och beredskap)
- Autoridad Nacional de la Policía (Polismyndigheten)
- Autoridad Nacional Electoral (Valmyndigheten)
- Autoridad Nacional del Crimen Económico (Ekobrottsmyndigheten)
- Consejo Nacional de Reclamaciones de los Consumidores (Allmänna reklamationsnämnden)
- Consejo Nacional para la Prevención del Crimen (Brottsförebyggande rådet, Brå)
- Consejo Nacional de Inspección de Datos (Datainspektionen)